# Антипов Віталій Сергійович
Антипов Віталій Сергійович (1 червня 1993 — 12 січня 2023) — військовослужбовець, учасник російсько-української війни.

## Життєвий шлях
Народився у Житомирі. Закінчив ЗОШ №28, навчався ПТУ №1 в 2010—2012 рр. на професії "Маляр, штукатур, лицювальник-плиточник".
Із початком повномасштабної агресії росії в Україні, з перших днів, разом зі своїм батьком добровільно стали на захист України в лавах ЗСУ.
Загинув 12.01.2023 року, відбиваючи атаки російських окупантів у Донецькій області.
22 січня 2023 року похований в Житомирі, на Смолянському військовому цвинтарі.

## Нагороди
Указом Президента України №190/2023 від 30 березня 2023 року, нагороджений орденом “За мужність” ІІІ ступеня посмертно.